# تغيير الاسم

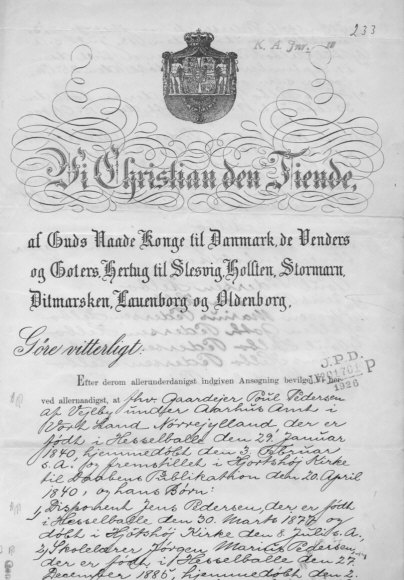

يشير تغيير الاسم بشكل عام إلى الفعل القانوني الذي يقوم به أي شخص يرغب باكتساب اسم جديد مختلف عن اسمه عند الولادة أو الزواج أو التبني.
تختلف الإجراءات وسهولة تغيير الاسم بين السلطات القضائية. لكن بشكل عام، توجد لدى السلطات القضائية في القانون العام العديد من الإجراءات لتغيير الأسماء، بينما تكون صلاحيات القانون المدني أكثر تقييدًا.
الاسم المستعار هو اسم يستخدم بالإضافة إلى الاسم الأصلي أو الحقيقي. وهو لا يستدعي أي غرامة قانونية. إذ عادة ما تُعتمد الأسماء المستعارة لإخفاء هوية شخص ما، ولكن يمكن أيضًا استخدامها لأسباب شخصية أو اجتماعية أو إيديولوجية.

## أسباب تغيير الشخص لاسمه
- بسبب الزواج أو الشراكة المدنية.
- لتجنب الملاحقة أو التحرش.
- لاختيار لقب مرتبط بهواية أو اهتمام أو إنجاز معين (على سبيل المثال: الاسم القديم هنري شيفبرغ، الاسم الجديد هنري ليزلوفر)
- الحصول على إرث مشروط بامتلاك اسم المتوفى (كان هذا السبب شائعًا في الأسر المالكة للأراضي في المملكة المتحدة)
- لاستبدال الاسم السخيف المُختار من قبل الوالدين (على سبيل المثال: الاسم القديم هو ميكي ماوس بينما الاسم الجديد ماركوس ماوس).
- لاستبدال اسم غير مرغوب فيه إلى اسم أفضل منه (على سبيل المثال، اللقب القديم: ليبشيتز، اللقب الجديد: لندن).
- الانفصال وترك الدين أو المعتقد السابق المتوارث عن الأهل (على سبيل المثال، تغيير اسم أحمد عبد الله إلى اسم عادل كريم).
- للانفصال عن اسم  شخص مشهور أو سيئ السمعة (على سبيل المثال، الاسم القديم: مايكل جاكسون، الاسم الجديد: مارتن جاكسون).
- بهدف التشابه مع شخص مشهور أو سيئ السمعة (على سبيل المثال، الاسم القديم: سيمون جونسون، الاسم الجديد: سيمون الملك آرثر)
- للانفصال عن العائلة (على سبيل المثال، أقارب عائلة أدولف هتلر).
- للانفصال عن أصل عرقي ما (على سبيل المثال، تغيير اسم عائلة باتنبرغ إلى عائلة ماونتباتن أو يان لودفيج هوخ إلى روبرت ماكسويل).
- للرجوع إلى اسم سابق (على سبيل المثال، سينثيا لينون الزوجة الأولى لـ جون لينون، بعد طلاقها من زوجها الثاني جون تويست).
- الرعاية التجارية (على سبيل المثال، أصبح جيمي وايت مؤقتًا جيمي براون لصلصة إتش بي).[1]
- للاحتجاج أو نشاط معين (على سبيل المثال، الاسم القديم: جنيفر تايلور، الاسم الجديد: جنيفر لإنقاذ البيئة).
- للتغيير إلى اسم شخصية خيالية (على سبيل المثال، الاسم القديم: تريسي دارلينغ، الاسم الجديد: تريسي بيكر).
- لجعل الاسم أكثر جاذبية وزيادة الفرص في النجاح (مثل: الأسماء الفنية)
- لتغيير الاسم القانوني إلى اسم مستخدم في الحياة اليومية (على سبيل المثال، مثل استخدام الاسم الأوسط طوال الحياة)
- لتصغير اسم ما أو اختيار اسم مختلف عندما يكون اسم الشخص صعب النطق أو التهجئة لمعظم الأشخاص.
- للربح في مسابقات (على سبيل المثال، الاسم القديم: محمد ابراهيم، الاسم الجديد: آيفون 7 ابراهيم)
- لتناسب الهوية الجندرية للشخص المتحول جنسيًا. (على سبيل المثال، الاسم القديم: بروس جينر، الاسم الجديد: كاتلين جينر).

## الولايات المتحدة
تُنظَّم قوانين تغيير الاسم في الولايات المتحدة. وقد وضعت العديد من الأحكام في المحاكم الفدرالية فيما يتعلق بكل من تغييرات مرسوم المحكمة وتغيير اسم القانون العام (تغيير الاسم حسب الرغبة).
يمكن لأي شخص أن يتبنى أي اسم يرغب به لأي سبب. واعتبارًا من عام 2009، سمحت 46 ولاية للشخص من الناحية القانونية بتغيير الأسماء عن طريق الاستخدام فقط، دون الحاجة إلى أوراق، لكن قد يلزم الأمر الصادر عن المحكمة للعديد من المؤسسات (مثل البنوك أو المؤسسات الحكومية) لقبول التغيير رسميًا.